# وارتنبرگ (هسن)
وارتنبرگ (به آلمانی: Wartenberg) یک شهر در آلمان است که در فگلسبرگکرایس واقع شده‌است. وارتنبرگ ۴٬۰۲۸ نفر جمعیت دارد.